# Arne Burkhardt
Arne Burkhardt (6. ledna 1944 – 30. května 2023) byl německý lékař a profesor patologie.
Působil na univerzitách v Heidelbergu, v Tübingen, v Hamburku a v Bernu. Od roku 2008 vedl vlastní soukromý patologický institut v Reutlingenu. Je autorem více než 150 vědeckých článků a monografií v němčině, angličtině a japonštině.
Do povědomí širší veřejnosti se dostal roku 2021, kdy oznámil, že opakovaně objevil v tkáních zemřelých osob důkazy svědčící o úmrtí na následky mRNA covid vakcíny.